# Satisfaction Is the Death of Desire
Satisfaction Is the Death of Desire är det amerikanska hardcorepunkbandet Hatebreeds debutalbum, utgivet 1997 på Victory Records.

## Låtlista
1. "Empty Promises" - 1:20
2. "Burn the Lies" - 1:47
3. "Before Dishonor" - 2:51
4. "Puritan" - 2:12
5. "Conceived Through an Act of Violence" - 1:46
6. "Afflicted Past" - 1:43
7. "Prepare for War" - 2:02
8. "Not One Truth" - 2:03
9. "Betrayed by Life" - 1:41
10. "Mark My Words" - 1:53
11. "Last Breath" - 1:35
12. "Burial for the Living" - 1:42
13. "Worlds Apart" - 2:06
14. "Driven by Suffering" - 1:48

## Medverkande

### Musiker
- Jamey Jasta – sång
- Matt McIntosh – leadgitarr
- Lou "Boulder" Richards – rytmgitarr
- Chris Beattie – basgitarr
- Jamie Pushbutton – trummor